# 暴力について
『暴力について　共和国の危機』（ぼうりょくについて　きょうわこくのきき、Crises of the Republic : Lying in Politics ; Civil Disobedience ; On Violence ; Thoughts on Politics and Revolution）は政治哲学者ハンナ・アーレントの著作で、1969年に出版された。1960年代のアメリカ合衆国を分析した3編の論文と1編のインタビューが収録されている。

## 概要
1960年代後半から70年代初頭にかけてアメリカ合衆国とヨーロッパなどにおける騒然たる動向、ベトナム戦争、プラハの春、学生運動など、著者は亡命の地・アメリカ合衆国で考察しつづけ、この書に表現した。
- 「国防総省秘密報告書」をきっかけに嘘と現実(リアリティ)とのあり方を論じた「政治における嘘」
- 暴力と権力との相違をテーマにした「暴力について」
- 「市民的不服従」

など、情況への鋭い発言のかたちをとって、政治の世界への根本的な問いを投げかけている。「政治とは何か」をもっとも明快かつ具体的に論じた書。

## 政治に於ける嘘―国防総省秘密報告書についての省察
ベトナム戦争の現実を政府に伝えるために作成された国防総省秘密報告書。しかし、政府は報告書を黙殺し、現実を直視しないまま政策を実行した。こうした政治における嘘は何故起こるのか。又どうして起こるのかを分析する。

## 市民的不服従
デモという名の下に行われる法律違反。単なる犯罪と、デモを区別する基準とは何か。デモでの法律違反となる行為が、正当性を得るための条件とは何かを論ずる。

## 暴力について
新左翼による学生運動の根本に在る思想の分析。暴力と権力の相異についての論考。

## 政治と革命についての省察
1970年に行われたインタビュー（そのため、初版には収録されていなかったと思われる）。アーレントの政治・経済にかんする様々な見解が読み取れる。また、アーレントが理想とする政治制度である評議会制についても述べられている。

## 翻訳
- 山田正行訳『暴力について』（みすずライブラリー、2000年12月）ISBN 978-4622050605
- 高野フミ訳『暴力について』（みすず書房、1973年）